# MBD
MBD (minimal brain dysfunction,  ursprungligen minimal brain damage) är en äldre diagnos inom barn- och ungdomspsykiatrin. Dess närmaste moderna motsvarighet är ADHD. 
Diagnosen MBD infördes under 1930- och 40-talen. Inom DSM, en spridd amerikansk diagnosmanual,  ersattes diagnosen med hyperkinetisk störning 1968, ADD år 1980 samt ADHD år 1987. 
Bokstaven "D" stod ursprungligen för "damage" ("skada", vilket i detta sammanhang syftade på hjärnskada), något som efter beslut under en konferens i Oxford år 1962 ändrades till "dysfunction".
I Sverige fortsatte begreppet MBD användas under 1970-talet, men ersattes under 1980-talet alltmer med den av Christopher Gillberg utvecklade diagnosen DAMP. 1990 avskaffades MBD-diagnosen i Sverige. Christopher Gillberg beskriver steget från MBD till DAMP i boken Clinical child neuropsychiatry från 1995. Under senare år har begreppet DAMP alltmer kommit att ersättas av ADHD även i Sverige. Gillberg definierar numera DAMP som ADHD i kombinationen med medfödd motorisk klumpighet.
Barn- och ungdomspsykiater Anders Torold avfärdade MBD-diagnosen i sin bok Mot en kritisk psykiatri (1976), som ett typexempel på det slags psykiatriska utslagningssystem som uppstår när man flyttar fokus från problemen i samhället till den enskilde individen och ”behandlar bort” missanpassningen. Torold menade att MBD-begreppet fungerade ”repressivt, förtryckande och stigmatiserande" 
1992 strök Världshälsoorganisationen diagnosen MBD från sin sjukvårdsklassifikation.